# Radłów (Opole)
Radłów (in tedesco Radlau) è un comune rurale polacco del distretto di Olesno, nel voivodato di Opole.
Ricopre una superficie di 86,02 km² e nel 2006 contava 4 575 abitanti.
Nel comune vige il bilinguismo polacco/tedesco.